# Orcein
Orcein (C.I. Natural Red 28) ist ein organischer Pflanzenfarbstoff aus Flechten und ein Gemisch aus mindestens 14 Stoffen.

## Vorkommen und Gewinnung

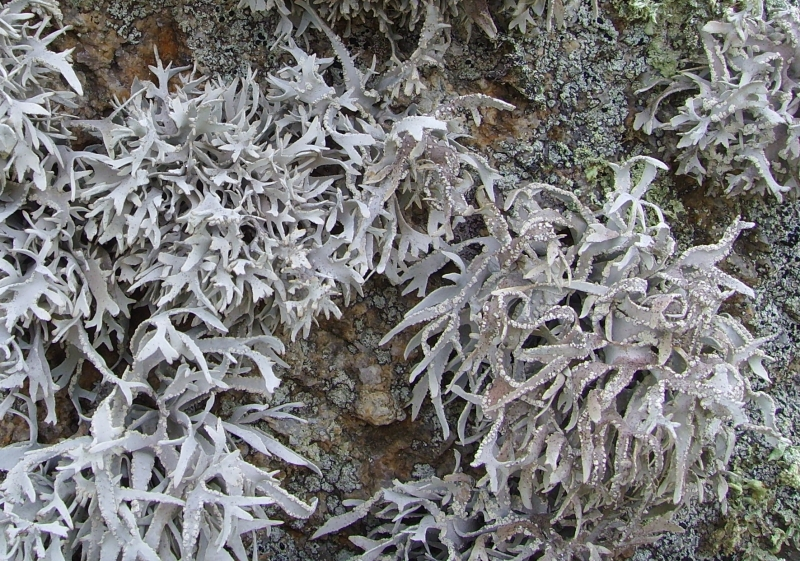
Flechte der Gattung Roccella fuciformis.

Das Stoffgemisch wird durch alkoholische Extraktion aus Orseille erhalten, einem Farbstoff, der aus Flechten der Gattung Roccella gewonnen wird.

## Zusammensetzung und Eigenschaften
Aus Orcein lassen sich chromatographisch mindestens 14 Komponenten isolieren. Diese lassen sich in drei Phenoxazin-Chromophore einteilen:

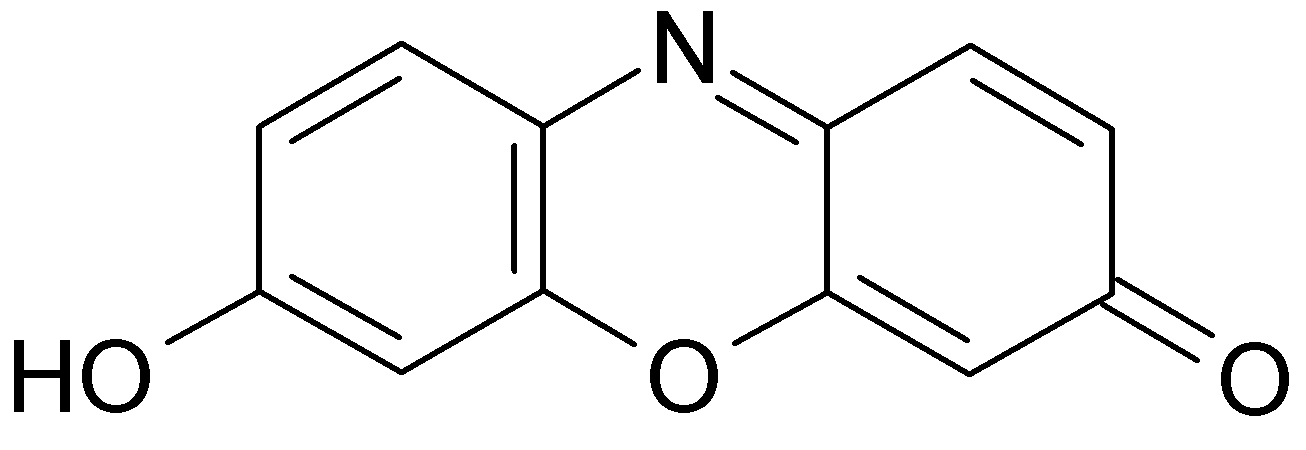
7-Hydroxy-2-phenoxazon (Hydroxy-Orcein).
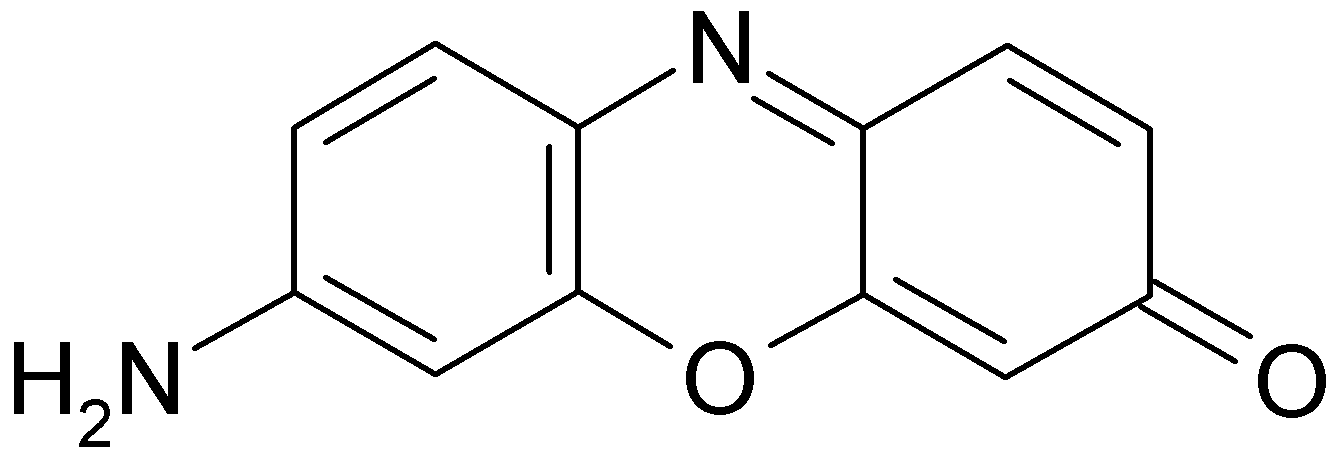
7-Amino-2-phenoxazon (Amino-Orcein).
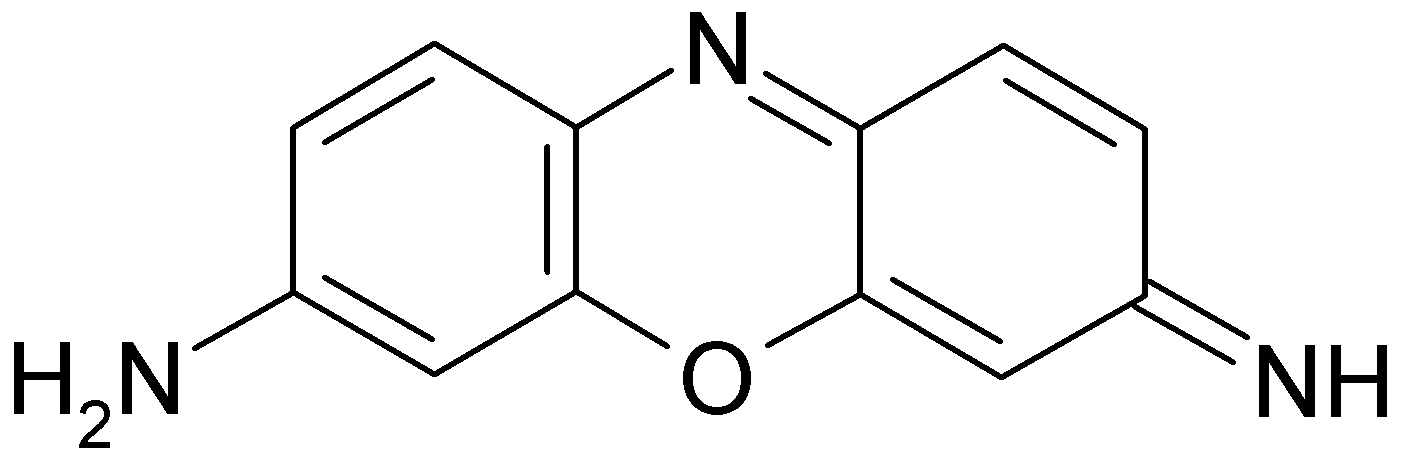
7-Amino-2-phenoxazim (Hydroxy-Orceimin).

Orcein ist ein braunrotes, mikrokristallines Pulver, das in Wasser, Benzol, Chloroform oder Ether praktisch unlöslich ist, in Alkohol, Aceton oder Eisessig mit roter Farbe und in verdünnten Alkalilösungen mit blauvioletter Farbe löslich ist. Insofern eignet sich eine alkoholische (ethanolische) Lösung von Orcein wie Lackmus als Indikator für alkalische (blauviolett), neutrale (rotviolett) und saure Lösungen (rot).

## Verwendung

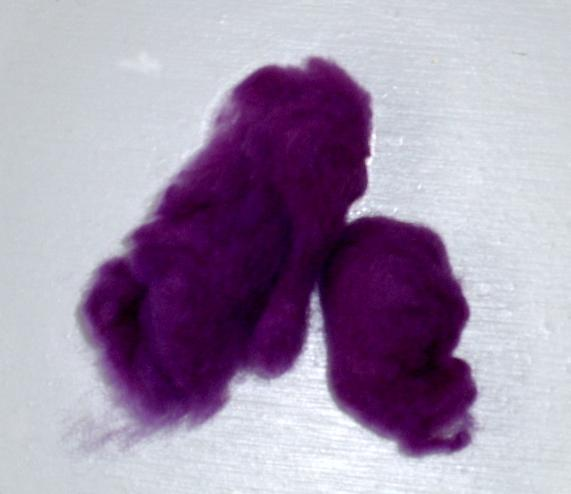
Mit Orcein gefärbte Schurwolle

Orcein war in der Antike, im Mittelalter und in der frühen Neuzeit ähnlich wie Brasilholz ein wichtiger Farbstoff zur Rotfärbung von Stoffen. Ähnlich wie bei der Färbung mit Brasilholz verblasste die Farbe sehr schnell. Aufgrund des Mangels an alternativen Farbstoffen wurde Orcein jedoch häufig verwendet. Nach dem Zusammenbruch des Römischen Reiches geriet seine Verwendung in Europa weitgehend in Vergessenheit. Lediglich im Nahen Osten wurde mit diesem Stoff weiter gefärbt. Um 1300 wurde die Verwendung von Orcein als Färbemittel durch einen Florentiner Kaufmann wiederentdeckt und spielte in den folgenden Jahrhunderten in Europa wieder eine wichtigere Rolle.
1890 wurde Orcein durch Paul Gerson Unna als Farbstoff in der Histologie eingeführt.
Der basische Farbstoff wird heute (wie auch der Farbstoff Karmin) unter anderem als essigsaure Lösung zum Einfärben von Chromosomen oder Chromatiden in mikroskopischen Präparaten verwendet.
Mit einer Lösung von Orcein in einer Natriumcarbonatlösung, die schwach alkalisch wirkt (blauviolette Farbe), lässt sich farblose Wolle einfärben. Nach dem Waschen mit Wasser hat die Wolle eine intensiv rotviolette Farbe, die jedoch nicht waschecht ist.

### Lebensmittelfarbstoff
In Deutschland wurde durch die Farbstoff-Verordnung ab 1959 die Verwendung von Orcein in Lebensmitteln zugelassen. Zur Übernahme der Richtlinie des Rats zur Angleichung der Rechtsvorschriften der Mitgliedstaaten für färbende Stoffe, die in Lebensmitteln verwendet werden dürfen in nationales Recht wurde die Farbstoff-Verordnung 1966 angepasst und für Orcein die E-Nummer E 121 aufgenommen. 1976/1977 wurde es aus der Farbstoff-Verordnung und durch Richtlinie 76/399/EWG aus der Richtlinie für färbende Stoffe gestrichen. Seitdem ist die Verwendung in der EU als Lebensmittelfarbstoff nicht mehr zulässig. In die Liste der Lebensmittelzusatzstoffe des Codex Alimentarius hat Orcein die INS-Nummer 182. Für die Verwendung als Futtermittelzusatzstoff war es in der EU nicht zugelassen. 

## Galerie

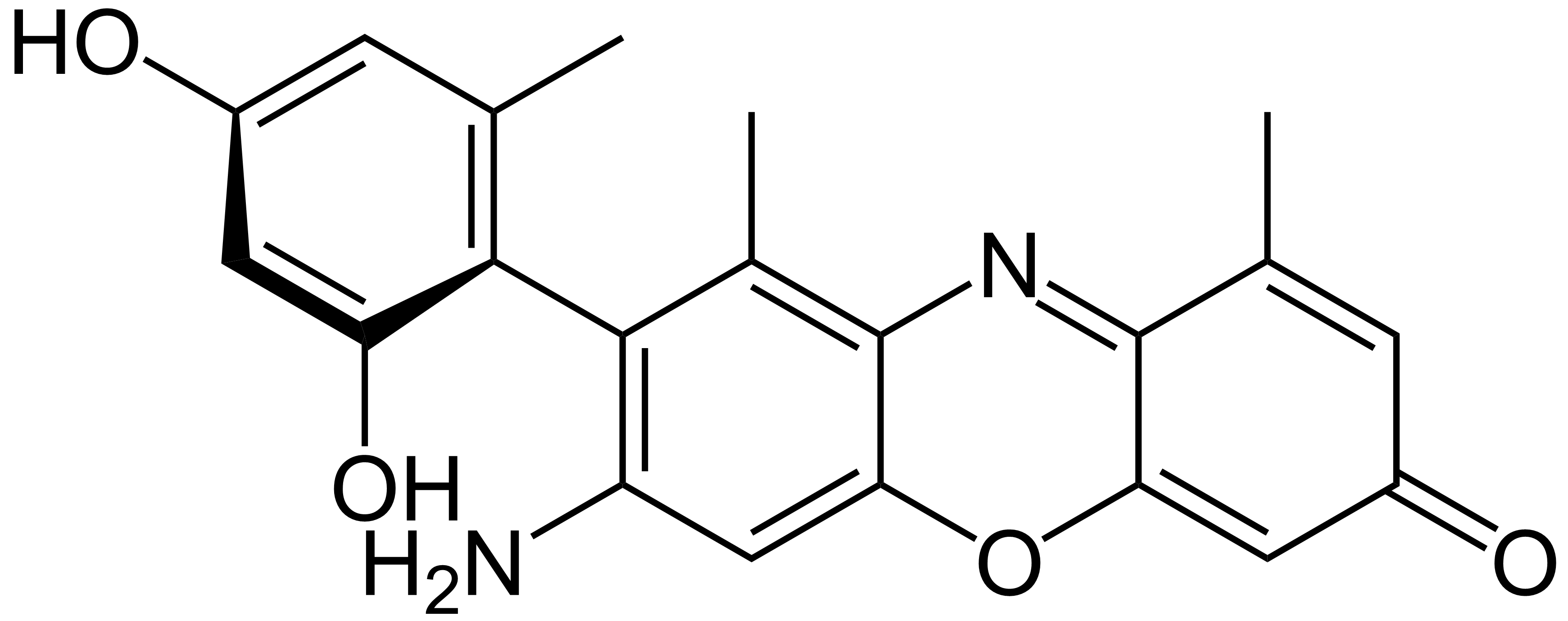
α-Amino-orcein
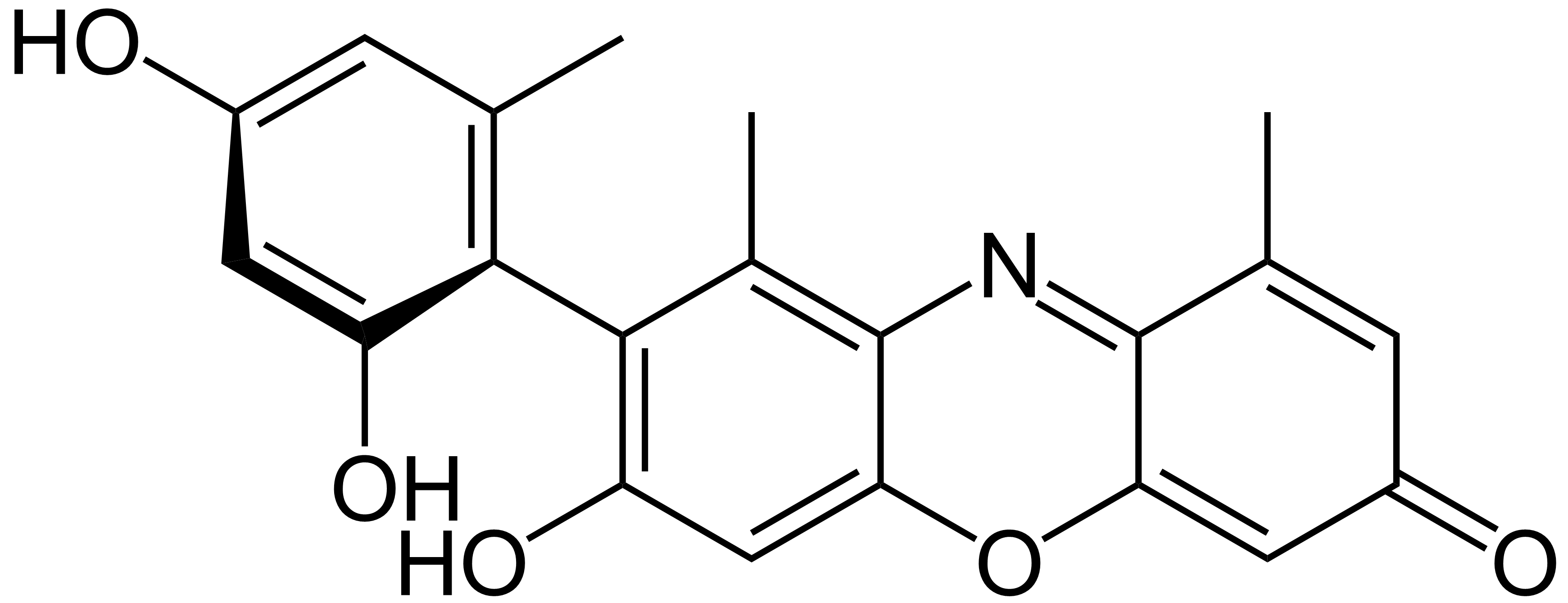
α-Hydroxy-orcein
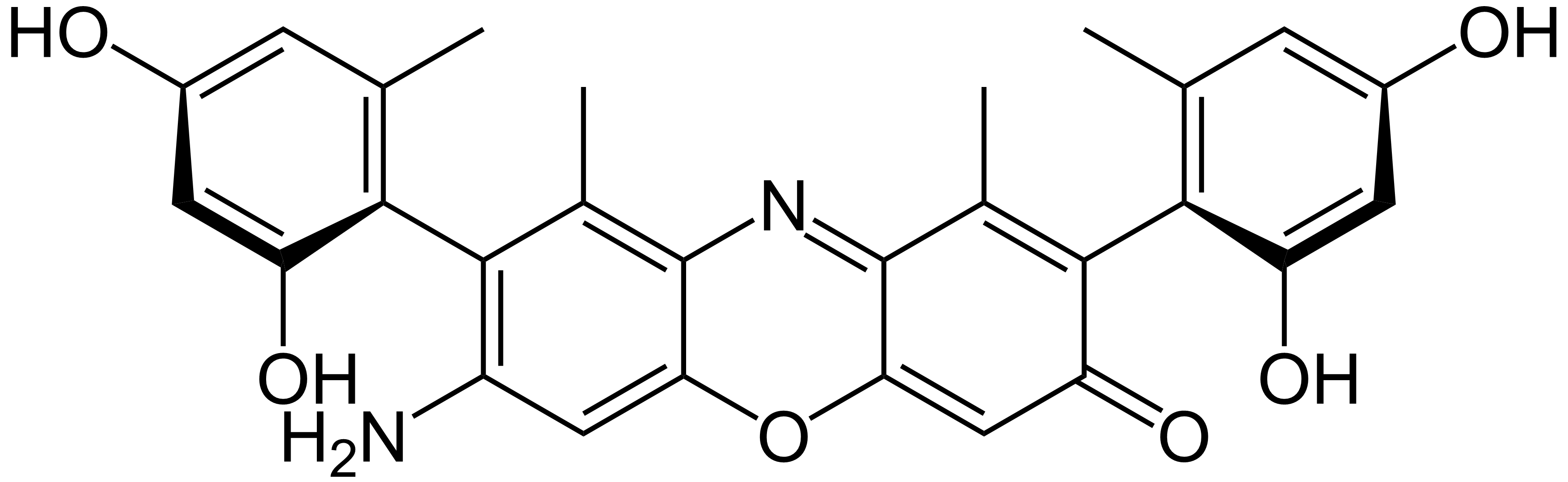
β-Amino-orcein
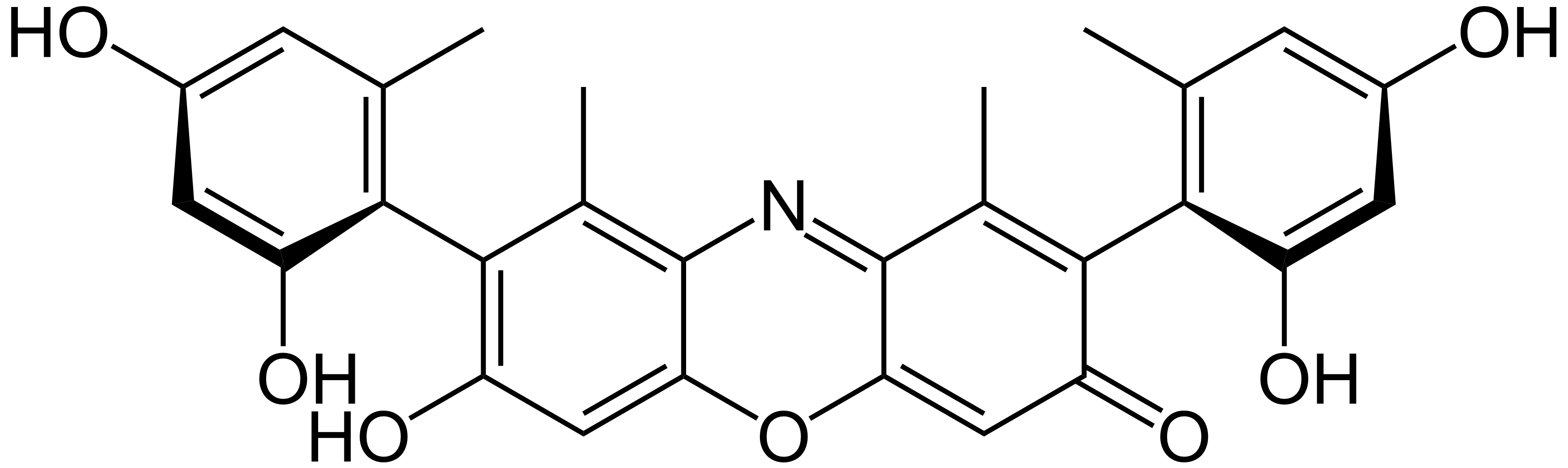
β-Hydroxy-orcein
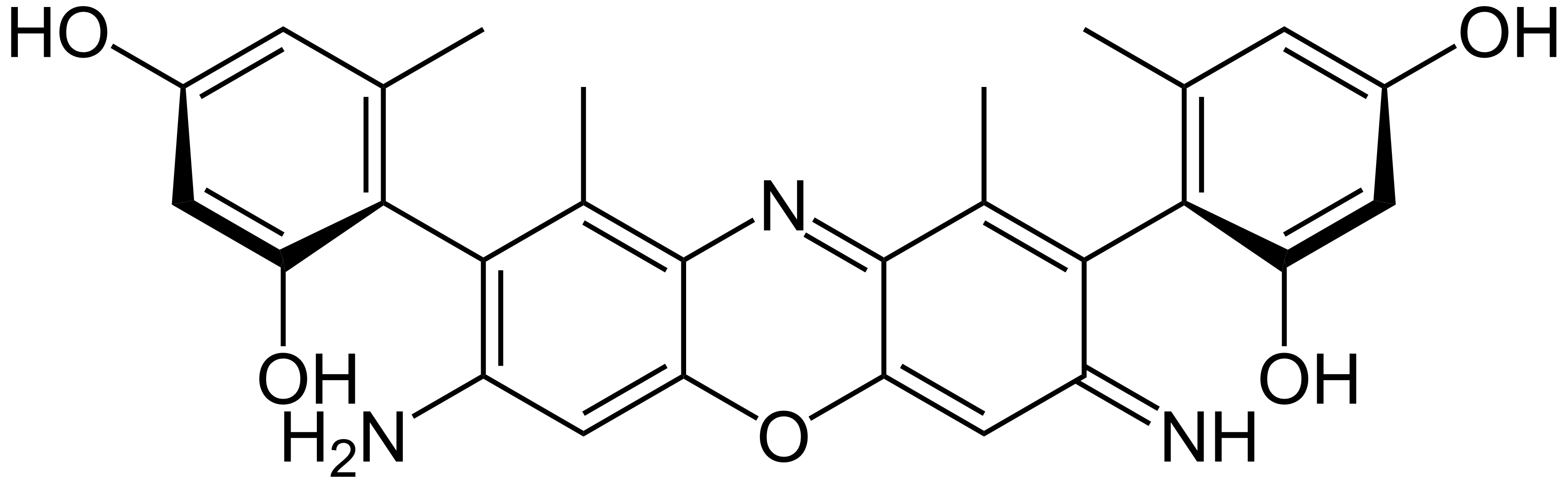
β-Amino-orceinimin
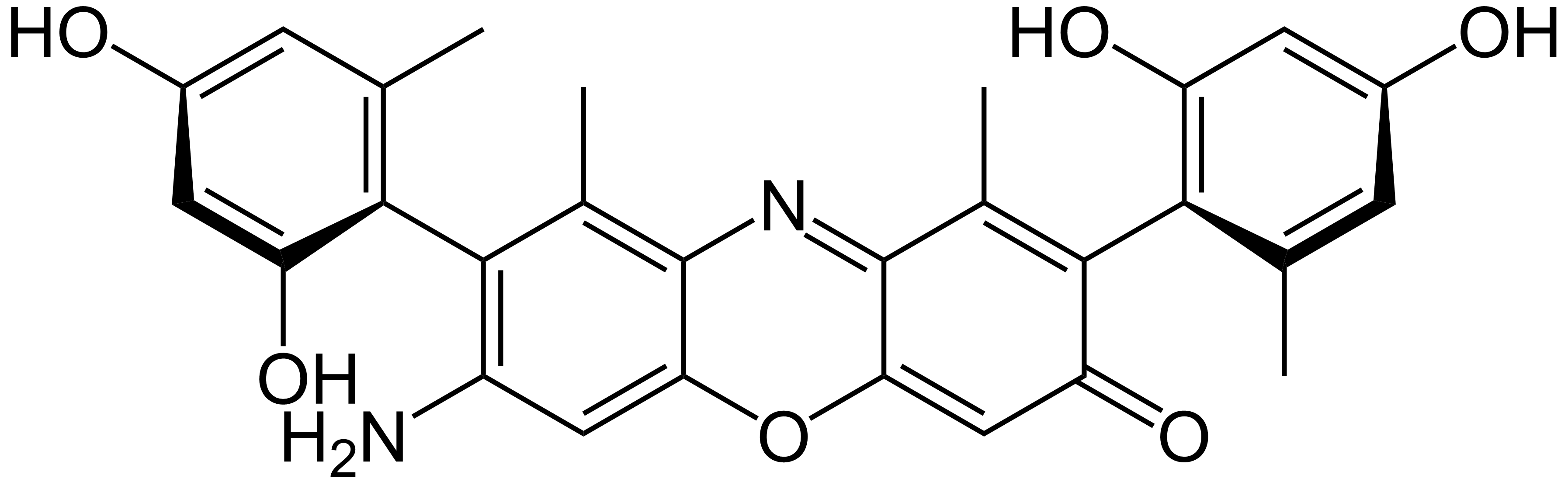
γ-Amino-orcein
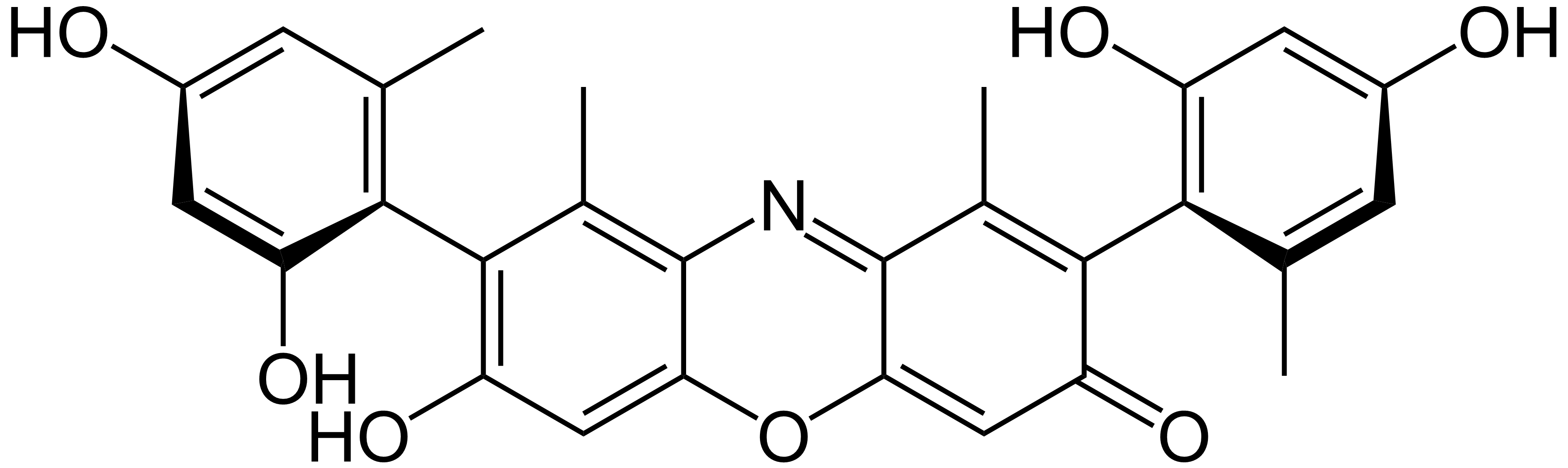
γ-Hydroxy-orcein
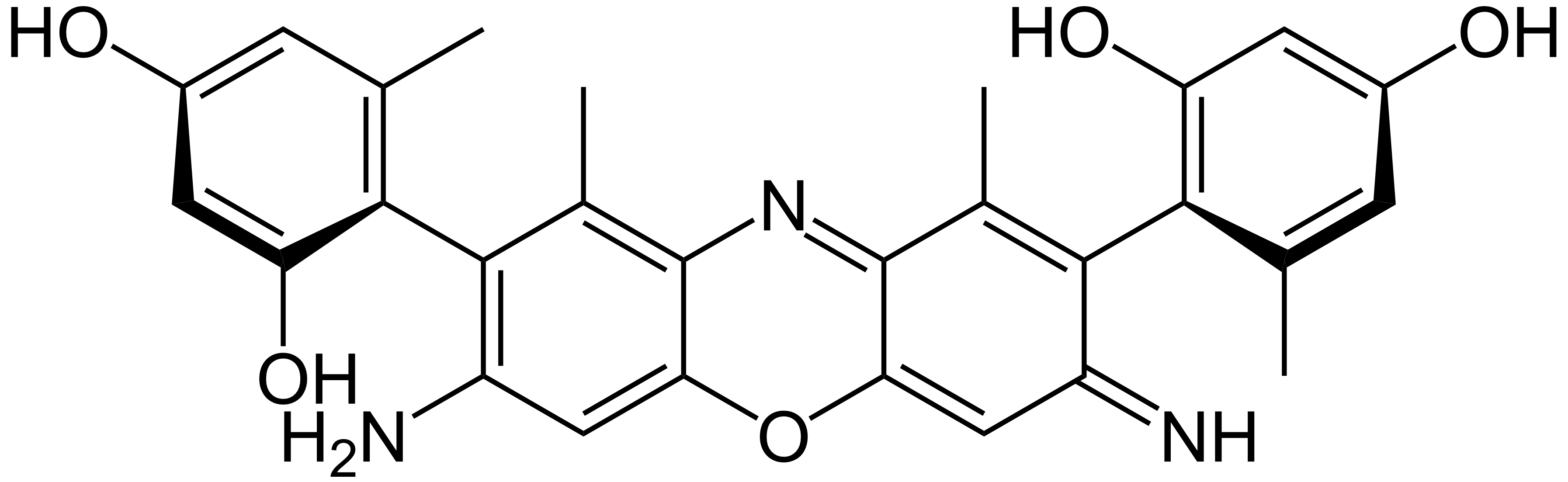
γ-Amino-orceinimin